# Jack of Diamonds (film, 1912)
Jack of Diamonds est un film muet américain réalisé par Allan Dwan et sorti en 1912.

## Synopsis
Deux jeunes femmes se désintéressent de leurs amants. L'un d'eux est tué. L'inspecteur se trouve en face d'un jeu de carte où le valet de carreau semble jouer un rôle primordial...

## Fiche technique
- Réalisation : Allan Dwan
- Date de sortie :
  - États-Unis : 7 octobre 1912

## Distribution
- J. Warren Kerrigan
- Jack Richardson : Jack of Diamonds